# 贺德霖
贺德霖（?—?）字得霖，浙江省寧波府寧波县人，中华民国政治人物。

## 生平
贺德霖早年留学日本，自日本大学法科毕业。归国后，任東陸銀行经理。1917年（民国6年）12月，在王士珍内閣財政总長王克敏手下，被任命为財政部公債司司長。1923年（民国12年）10月，在高凌霨临时内閣署理財政次長，同年10月辞任。
1925年（民国14年），贺德霖任馮玉祥的財政顧問。1926年（民国15年）3月，在賈德耀内閣中，接替陳錦濤署理財政总長，并兼任盐務处督办等职务。翌月，賈德耀内閣倒台，贺德霖辞任。国民軍敗北后，贺德霖逃往漢口，1927年，武漢国民政府的徐謙命令逮捕贺德霖。此後，賀德霖的生平不详。